# Bukrzyno Duże
Bukrzyno Duże (kszb. Jezoro Wiôldżé Bùkrzëno) – śródleśne jezioro rynnowe w Polsce położone w województwie pomorskim, w powiecie kartuskim, w gminie Stężyca na obszarze Pojezierza Kaszubskiego, w sąsiedztwie miejscowości Stare Czaple, Przewóz i Czapielski Młyn.
Ogólna powierzchnia: 20,2 ha